# Hotel Baltic
Hotel Baltic er et hotel beliggende i Høruphav på Sydals, nær Sønderborg. Hotellet blev opført i 1875.
Hotellet har 19 værelser og 1 restaurant. I 1992 blev hotellet købt af skibsreder Hans Michael Jebsen, og gennemgik en omfattende restaurering. I 2017 blev endnu en renovering afsluttet.
Fra 2017 til 2021 var hotellet forpagtet af Silje Brenna, som også forpagtede Hotel Frederiksminde og Rønnede Kro, begge på Sydsjælland. I 2021 overtog Birgit Kilde og Søren Sejersen.